# Butler’s Rangers
Butler's Rangers var en jägarkår organiserad av den brittiska kronan under det amerikanska frihetskriget och rekryterat bland lojalistiska flyktingar i Kanada.

## Uppdrag
Kåren hade till uppgift att bedriva det fria kriget riktat mot de amerikanska patrioterna. Den stred som slutet förband vid Oriskany, Wyomingdalen, Cherry Valley, Chemung och vid andra tillfällen, men de flesta operationer genomfördes av kompanistora förband i samarbete med irokeser och andra allierade indianer. Dess operationsområde innefattade New York, Pennsylvania, Ohio, Virginia, Kentucky och Michigan.  De lojalistiska jägarsoldaterna hade ofta hustrur, barn och gamla föräldrar kvar bakom patrioternas linjer där de utsattes för ständiga misstankar och rannsakningar från de lokala säkerhetskommittéerna sida och kåren gjorde allt för att försöka föra dem till Kanada.

## Organisation
Kåren hade sin depå vid Fort Niagara, först i garnisonen och sedan i kaserner på andra sidan Niagarafloden, där sedan  Butlersburg (idag Niagara-on-the-Lake) väхte upp. Den bestod först av sex, senare tio kompanier. I kåren rådde inte den kadaverdisciplin som fanns i den brittiska armén, utan lydnadsförhållandena bland de i små grupper verkande jägarsoldaterna karaktäriserades av samhörighet och oräddhet. 

## Avveckling
Vid nedläggningen 1784 tjänstgjorde över 800 soldater i kåren. De flesta av dem slog sig ned i Övre Kanada som lojalister och Niagara-on-the-Lake och St. Catharines grundades genom Butler's Rangers. De och deras söner tjänstgjorde i milisen under 1812 års krig. Regementets efterföljare idag är The Lincoln and Welland Regiment, ett tidvis tjänstgörande förband i den kanadensiska armén, som är traditionsbärare genom arv från milisen i Lincoln County, Ontario.  